# Phiala uelleburgensis
Phiala uelleburgensis is een vlinder uit de familie van de Eupterotidae. De wetenschappelijke naam van de soort is voor het eerst voorgesteld door Embrik Strand in een publicatie uit 1912.
De spanwijdte bedraagt 68 millimeter.
De soort komt voor in Kameroen, Equatoriaal-Guinea en de Centraal-Afrikaanse Republiek.